# エレイン・ザヤック
エレイン・ザヤック（Elaine Zayak、1965年4月4日 - ）は、アメリカ出身のフィギュアスケート選手。1982年世界フィギュアスケート選手権女子シングルチャンピオン。

## 経歴
ニュージャージー州パラマス生まれ。2歳のときに草刈り機に巻き込まれ、左足の指を3本を失う。この事故による療法としてスケートを始めた。
1979年世界ジュニアフィギュアスケート選手権 優勝。
1981年全米フィギュアスケート選手権 優勝。
1982年世界フィギュアスケート選手権 優勝。
1984年サラエボオリンピック 6位。
1984年シーズンをもって現役引退。プロに転向。
1994年、オリンピックフィギュアスケート競技におけるプロ開放により現役復帰。アメリカ代表を決める全米フィギュアスケート選手権に出場するが、4位となりリレハンメルオリンピックのアメリカ代表になれなかった。
現在はニュージャージー州ハッケンサックでコーチを務める傍ら、米国フィギュアスケート協会のスポークスウーマンも務めている。

## 主な戦績
| 大会/年度     | 78-79 | 79-80 | 80-81 | 81-82 | 82-83 | 83-84 | 93-94 |
| ------------- | ----- | ----- | ----- | ----- | ----- | ----- | ----- |
| オリンピック  |       |       |       |       |       | 6     |       |
| 世界選手権    |       | 11    | 2     | 1     |       | 3     |       |
| 世界Jr.選手権 | 1     |       |       |       |       |       |       |
| 全米選手権    |       | 4     | 1     | 3     | 2     | 3     | 4     |

## ザヤックルール
- エレインはトリプルトウループが得意の選手であった。1982年世界フィギュアスケート選手権で優勝した際、3回転ジャンプを計6回跳んだが4回がトゥループで、2回がサルコウであった。また、前年の1981年世界フィギュアスケート選手権でも3回転ジャンプを計7回、そのうちトゥループが4回、サルコウが2回、ループが1回で2位になっている。また、ザヤック以外にも1980年レークプラシッドオリンピックでは、サンダ・ドゥブラヴチッチが3回転ジャンプを4回跳んだが、その全てがトゥループであった。こうしたプログラム構成は、同じ種類の3回転ジャンプでプログラムを埋め、他のジャンプの欠点をカバーすると見なされて、1982年のISU総会で同一ジャンプの重複を制限するルールができた。これが通称ザヤックルールである。（フィギュアスケートの採点法 無効要素参照）

- 同一フリープログラム内で3回転、及び4回転のジャンプを、2回跳ぶことが出来るのは2種類までの制限があり、少なくとも1つはコンビネーションまたはシークエンスにしなければならない。
- 同一フリープログラム内でいかなる種類の2回転ジャンプも2回を超えて跳んではならない。（2014-15シーズンより導入）
- 単独で2回同じ種類のジャンプを跳ぶと、2回目はシークエンス扱いとして見なされジャンプの基礎点から0.8点を掛ける為、1回目成功時のジャンプより2回目成功時の方が低得点となる。

- 新採点方式となった現在でも、この「ザヤックルール」はウェルバランス（well-balanced program）の一部として残っている。